# Cadaval
Cadaval ist eine  Kleinstadt (vila) im Westen Portugals. Am 29. September 2013 wurden die Gemeinden Cadaval und Pêro Moniz zur neuen Gemeinde União das Freguesias do Cadaval e Pêro Moniz zusammengeschlossen. Cadaval ist Sitz dieser neu gebildeten Gemeinde.

## Geschichte
Funde belegen eine vorgeschichtliche Besiedlung. Der heutige Ort entstand vermutlich nach der Reconquista. König D.Fernando gab Cadaval 1371 erste Stadtrechte, die König D.Manuel im Jahr 1513 erneuerte. Im Jahr 1648 wurde der Herzogstitel Duque de Cadaval erstmals vergeben.
In der ersten Hälfte des 18. Jahrhunderts wurde hier die Real Fábrica do Gelo (port. für: königliche Eisfabrik) errichtet, die das Königshaus mit Eis versorgte.
Der Kreis Cadaval wurde 1895 aufgelöst, bevor er am 13. Januar 1898 wiederhergestellt wurde. Der Tag ist heute kommunaler Feiertag.

## Verwaltung

### Der Kreis
Cadaval ist Verwaltungssitz eines gleichnamigen Kreises (Concelho) im Distrikt Lissabon. Am 30. Juni 2011 hatte der Kreis 3124 Einwohner auf einer Fläche von 174,9 km².
Die Nachbarkreise sind (im Uhrzeigersinn im Norden beginnend): Caldas da Rainha, Rio Maior, Azambuja,  Alenquer, Torres Vedras, Lourinhã sowie Bombarral.
Mit der Gebietsreform im September 2013 wurden mehrere Gemeinden zu neuen Gemeinden zusammengefasst, sodass sich die Zahl der Gemeinden von zuvor zehn auf sieben verringerte.
Die folgenden Gemeinden (Freguesias) liegen im Kreis Cadaval:

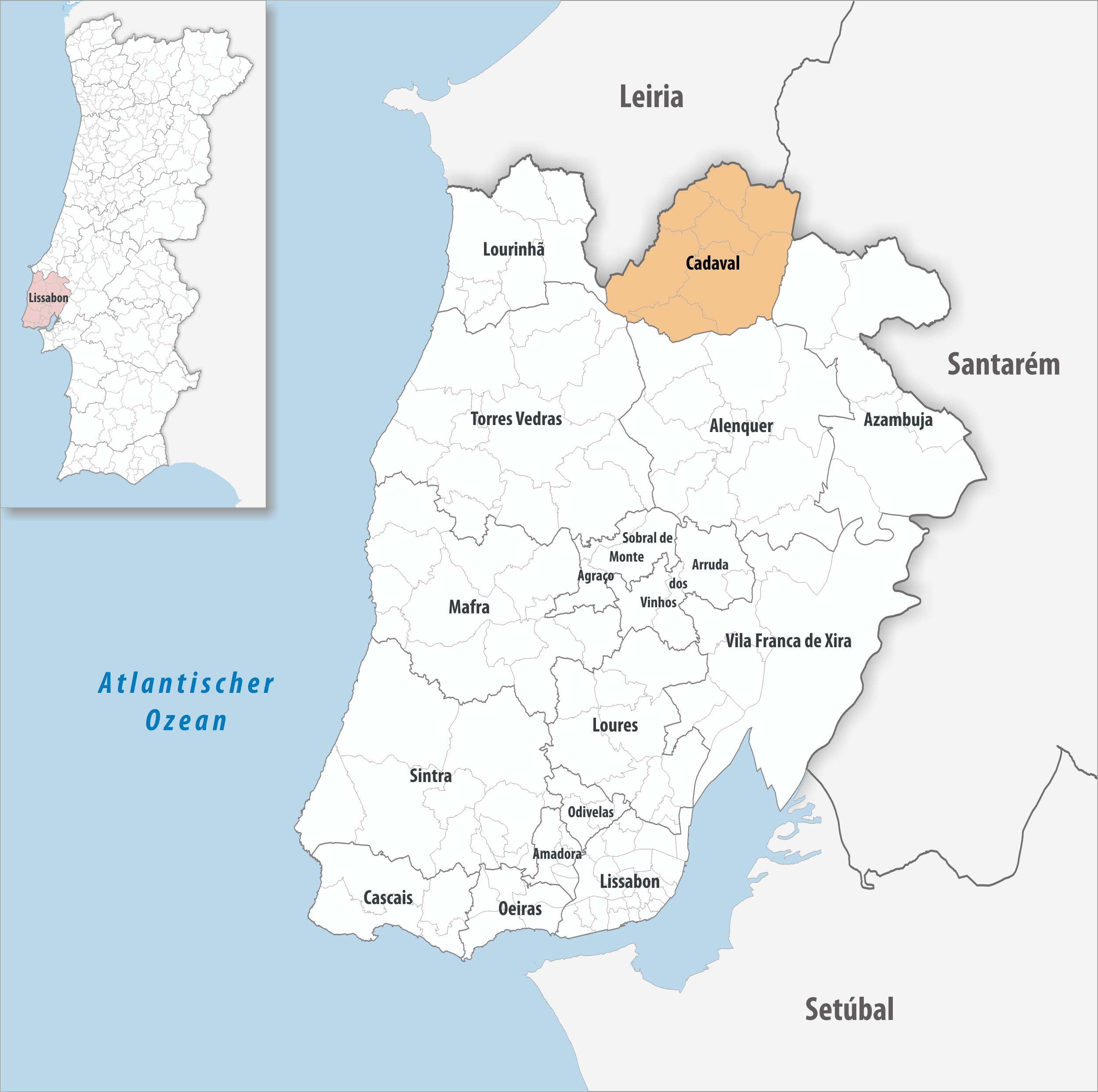
Kreis Cadaval

| Gemeinde             | Einwohner (2021) | Fläche km² | Dichte Einw./km² | LAU- Code |
| -------------------- | ---------------- | ---------- | ---------------- | --------- |
| Alguber              | 833              | 19,26      | 43               | 110401    |
| Cadaval e Pêro Moniz | 3.697            | 38,43      | 96               | 110411    |
| Lamas e Cercal       | 3.409            | 57,96      | 59               | 110412    |
| Painho e Figueiros   | 1.730            | 13,87      | 125              | 110413    |
| Peral                | 890              | 16,46      | 54               | 110407    |
| Vermelha             | 1.248            | 11,99      | 104              | 110409    |
| Vilar                | 1.565            | 16,93      | 92               | 110410    |
| Kreis Cadaval        | 13.372           | 174,90     | 76               | 1104      |

## Bevölkerungsentwicklung
| Jahr      | 1801  | 1849  | 1900   | 1960   | 2001   | 2021   |
| Einwohner | 4.001 | 6.388 | 10.931 | 17.287 | 13.943 | 13.382 |

## Sonstiges

### Kommunaler Feiertag
- 13. Januar

### Städtepartnerschaften
- : Olivença, Spanien (seit 2007)
- : Namaacha, Mosambik (seit 2015)[8]

## Söhne und Töchter der Stadt
- Bernardo Gorjão Henriques (1786–1854), liberaler Politiker, Außenminister
- Sofia Quintino (1879–1964), Ärztin, Frauenrechtlerin und republikanische Aktivistin
- Júlio Fogaça (1907–1980), Politiker der Kommunistischen Partei Portugals, wegen seiner Ablehnung von Gewalt und seiner Homosexualität zeitweise ausgeschlossenes Parteimitglied
- Armando Jorge (* 1938), Tänzer und Choreograph
- Manuela Moura Guedes (* 1955), Fernsehjournalistin, zuvor Sängerin und später kurzzeitig Politikerin der rechtskonservativen Partei CDS-Partido Popular
- Micael Isidoro (* 1982), Radrennfahrer

Die Eltern des stilprägenden Fadosängers Alfredo Marceneiro (1891–1982) stammten aus Cadaval.